# Великологовский поселковый совет
Великологовский поселковый совет (укр. Великологівська селищна рада) — административно-территориальная единица Краснодонского района Луганской области Украины.
Административный центр поселкового совета находится в 
пгт Великий Лог.

## Населённые пункты совета
- пгт Великий Лог
- пос. Верхняя Краснянка

## Адрес поссовета
94480, Луганська обл., Краснодонський р-н, смт. Великий Лог, вул. Поштова, 2; тел. 95-2-16 (укр.)